# Gerhard Bommel
Gerhard Bommel (* 6. September 1902 in Zeitz; † 18. Dezember 1966 Duisburg) war ein deutscher Jurist, Regierungspräsident und SS-Führer, zuletzt im Rang eines SS-Brigadeführers.

## Leben
Bommel besuchte nach der Grundschule ab 1912 die Latina der Franckeschen Stiftungen in Halle a. d. Saale und beendete seine Schullaufbahn im Frühjahr 1921 mit dem Abitur. Während seiner Schulzeit war er 1919 als Waldgänger bei der Einwohnerwehr in Halle aktiv und diente ab März 1920 als Zeitfreiwilliger bei der Reichswehr-Brigade 16. Nach dem Abitur studierte er Rechtswissenschaft und Staatswissenschaft an der Friedrichs-Universität Halle. 1922 wurde er im Corps Normannia-Halle aktiv. Die beiden Staatsexamen bestand er im Juli 1924 und im Dezember 1927. 
Danach war er als Gerichtsassessor in Magdeburg. Im Rahmen einer Beurlaubung wechselte er in den Kirchendienst. Beim Konsistorium war er in Münster, in Magdeburg und von Ende Dezember 1929 bis Mitte Juli 1933 wieder in Münster tätig. Mitte November 1932 wurde er zum Konsistorialrat ernannt. In der Weimarer Republik gehörte Bommel von 1925 bis 1928 dem Stahlhelm, Bund der Frontsoldaten und von 1930 bis 1931 der Deutschen Volkspartei an. Zum 1. April 1932 trat Bommel der NSDAP bei (Mitgliedsnummer 1.053.490). Danach war er für die NSDAP als Amtswalter der Ortsgruppe Münster-Nord-West tätig. Er wurde Ende Februar 1932 Mitglied der Schutzstaffel (SS-Nummer 49.964) und stieg zum SS-Brigadeführer auf. Für die SS arbeitete er zunächst ehrenamtlich als Rechtsberater beim SS-Abschnitt XVII (Münster).
In Münster war er Stadtverordneter und Fraktionsführer der NSDAP und ab 1934 Ratsherr. Am 21. Dezember 1933 meinte er:

„Wir stehen am Schluße unserer heutigen Sitzung und mit der heutigen Sitzung am Schluße einer historischen Zeitepoche für Münster. […] Die heutige Stadtverordnetensitzung ist […] die letzte in Münster. Eine Stadtverordnetensitzung im früheren Sinne wird es nicht mehr geben; denn der nationalsozialistische Staat wird ewig bestehen.“

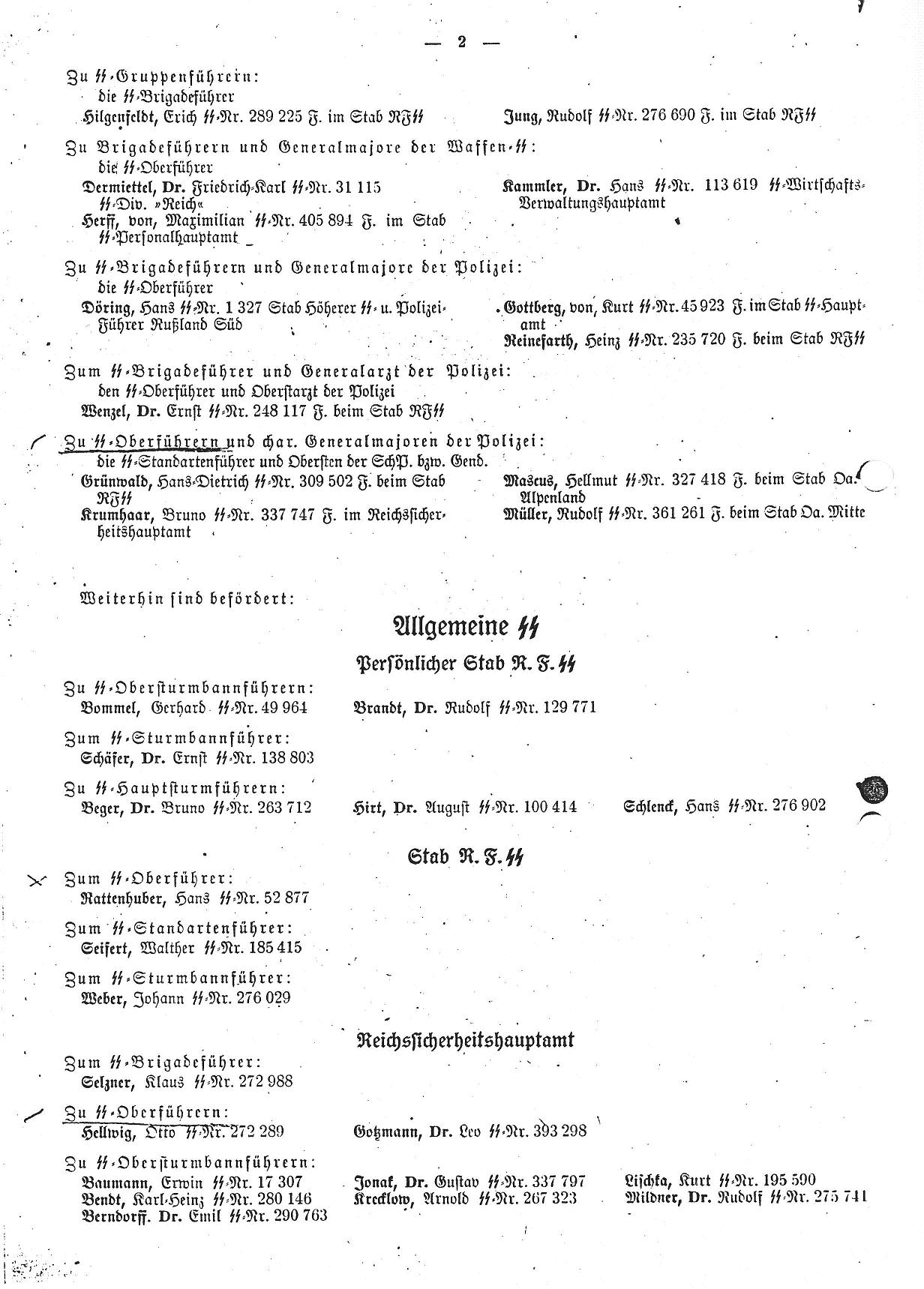
Beförderung zum SS-Obersturmbannführer an Hitlers Geburtstag 1942 im SS-Verordnungsblatt

Von Mitte Juli 1933 bis Ende Januar 1936 war er als Landesrat bei der Verwaltung des Provinzialverbandes der Provinz Westfalen tätig und anschließend bis Anfang April 1943 im Reichsministerium des Inneren. Zunächst war er im RMI als Generalreferent beschäftigt, stieg 1937 zum Ministerialrat und 1941 zum Ministerialdirigenten auf. In Berlin trat er nebenamtlich als Redner des örtlichen Gaupropagandaamtes auf und war für das Versorgungs- und Fürsorgeamt-SS tätig. Während des Zweiten Weltkrieges wurde er Mitglied des Internationalen Instituts für Verwaltungswissenschaften in Brüssel und gehörte von Anfang Januar 1940 bis Anfang Juli 1943 dem Persönlichen Stab Reichsführer SS und des Reichskommissars für die Festigung deutschen Volkstums an.
Ab Anfang April 1943 war er zunächst kommissarisch und ab September 1943 offiziell Regierungspräsident in der Oberpfalz und Niederbayern mit Dienstsitz in Regensburg. Geschäftsführend leitete er zugleich die Behörde des Reichsverteidigungskommissars für den Reichsverteidigungsbezirk Gau Bayreuth.
Nach Kriegsende wurde Bommel im Juni 1945 aus dem Amt entlassen und von November 1947 bis Januar 1948 in Untersuchungshaft genommen. Am 19. Februar 1948 wurde er vom Landgericht Weiden von dem Vorwurf der vorsätzlichen Tötung freigesprochen, das Urteil wurde durch das Oberlandesgericht Nürnberg am 2. November 1948 wieder aufgehoben. Nach einem Spruchkammerverfahren in Regensburg wurde er am 16. November 1948 als Mitläufer entnazifiziert, u. a. aufgrund entlastender Aussagen seines ehemaligen Untergebenen und Nachfolger im Amt des Regierungspräsidenten Franz Wein und des ehemaligen Oberbürgermeisters von Straubing Otto Höchtl. Bommel war Mitverfasser eines Kommentars zum StGB. Ende August 1952 übernahm er den Posten eines Justiziars bei einem Unternehmen der Montanindustrie und war ab Januar 1956 als Rechtsanwalt tätig. Er soll nach einem „Unglücksfall“ verstorben sein.
| Bommels SS-Ränge | Bommels SS-Ränge       |
| Datum            | Rang                   |
| ---------------- | ---------------------- |
| Juni 1935        | SS-Untersturmführer    |
| September 1936   | SS-Obersturmführer     |
| April 1938       | SS-Hauptsturmführer    |
| Januar 1939      | SS-Sturmbannführer     |
| April 1942       | SS-Obersturmbannführer |
| Juni 1943        | SS-Standartenführer    |
| Juni 1943        | SS-Oberführer          |
| November 1944    | SS-Brigadeführer       |